# Проділ

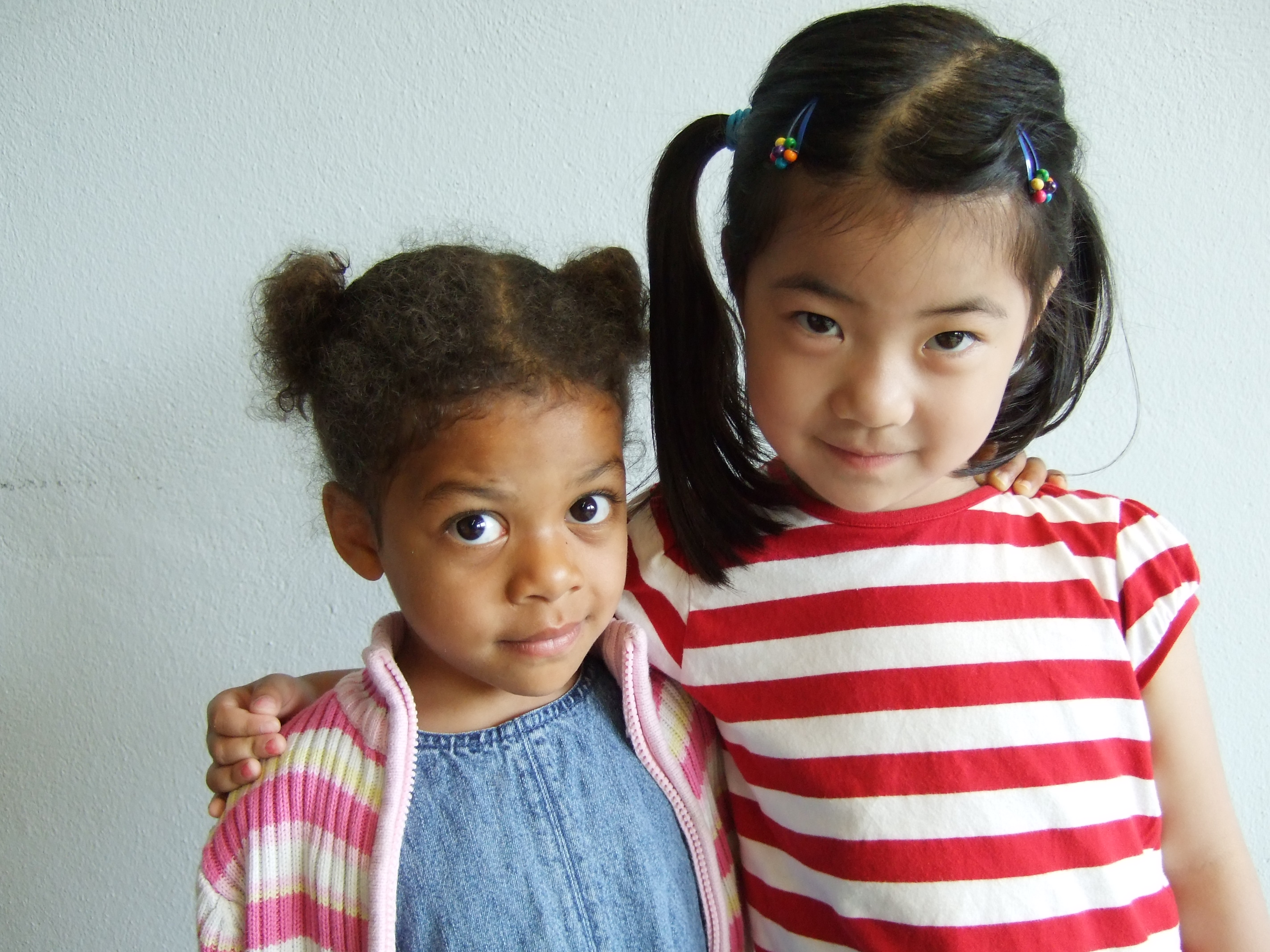
Дві дівчинки з добре помітними проділами

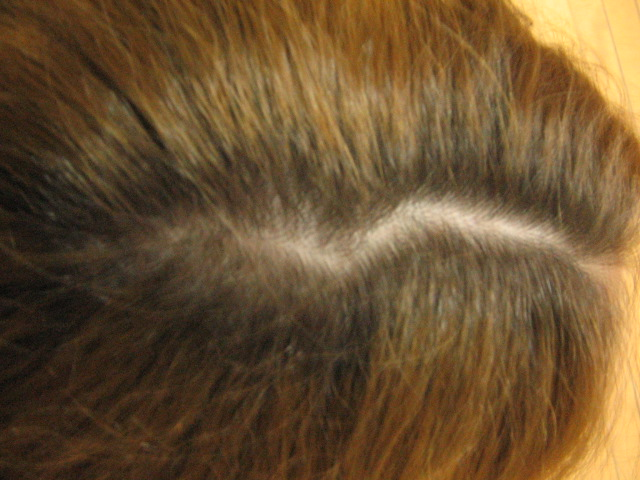
Деталь

Проділ (пробор рос.) — лінія, що утворюється при розчісуванні волосся на два боки.

## Види проділів
Перукарі виділяють три основних типи проділів: прямий, косий (бічний) і напівпроділ. Прямий проділ ділить шевелюру на рівні частини, а косий — на нерівні.

## Історія проділів
Прямий проділ був популярний на початку XX ст. Одним із зачинателів моди на нього був Оскар Вайлд. Він використовував зачіску з проділом як доповнення до вигаданого ним «естетського» костюму. Згодом прямий проділ став одним з розпізнавальних знаків субкультури хіпі.